# Made in the A.M. (One Direction)
Made in the A.M. is het vijfde en laatste studioalbum van de Engels-Ierse boyband One Direction dat werd uitgebracht op 13 november 2015. Van het album werden er drie singles uit gebracht; Drag Me Down, Perfect, en History. 
Dit is het eerste en enige album dat One Direction heeft uitgebracht als kwartet, sinds het vertrekken van ex-bandlid Zayn Malik.

## Tracklist
| Nr.                                     | Titel                               | Schrijver(s)                                                                                  | Producer(s)                         | Lengte                              |
| Made in the A.M. - Standaard versie     | Made in the A.M. - Standaard versie | Made in the A.M. - Standaard versie                                                           | Made in the A.M. - Standaard versie | Made in the A.M. - Standaard versie |
| --------------------------------------- | ----------------------------------- | --------------------------------------------------------------------------------------------- | ----------------------------------- | ----------------------------------- |
| 1                                       | Hey angel                           | Julian Bunetta, John Ryan, Harry Styles, Ed Drewett                                           | Bunetta, Ryan                       | 4:00                                |
| 2                                       | Drag Me Down                        | Bunetta, Jamie Scott, Ryan                                                                    | Bunetta, Ryan                       | 3:12                                |
| 3                                       | Perfect                             | Styles, Louis Tomlinson, Bunetta, Ryan, Jacob Kasher, Jesse Shatkin, Maureen Anne McDonald    | Bunetta, Shatkin, Afterhrs          | 3:50                                |
| 4                                       | Infinity                            | Bunetta, Scott, Ryan                                                                          | Bunetta, Ryan                       | 4:09                                |
| 5                                       | End of the day                      | Tomlinson, Liam Payne, Wayne Hector, Ryan, Drewett, Bunetta, Kasher, Gamal "LunchMoney" Lewis | Bunetta, Ryan                       | 3:14                                |
| 6                                       | If I could fly                      | Styles, Johan Carlsson, Ross Golan                                                            | Carlsson, Noah "Mailbox" Passovoy   | 3:50                                |
| 7                                       | Long way down                       | Payne, Tomlinson, Bunetta, Scott, Ryan                                                        | Bunetta, Ryan                       | 3:12                                |
| 8                                       | Never enough                        | Niall Horan, Bunetta, Scott, Ryan                                                             | Bunetta, Ryan                       | 3:33                                |
| 9                                       | Olivia                              | Styles, Bunetta, Ryan                                                                         | Bunetta, Ryan                       | 2:57                                |
| 10                                      | What a feeling                      | Payne, Tomlinson, Scott, Daniel Bryer, Mike Needle                                            | Scott                               | 3:20                                |
| 11                                      | Love you goodbye                    | Tomlinson, Bunetta, Kasher                                                                    | Payne, Bunetta                      | 3:16                                |
| 12                                      | I want to write you a song          | Bunetta, Ryan, Ammar Malik                                                                    | Bunetta, Ryan                       | 2:59                                |
| 13                                      | History                             | Payne, Tomlinson, Hector, Ryan, Drewett, Bunetta                                              | Bunetta, Ryan                       | 3:07                                |
| Made in the A.M. - The Ultimate Edition |                                     |                                                                                               |                                     |                                     |
| 14                                      | Temporary fix                       | Horan, Hector, TMS                                                                            | TMS                                 | 2:55                                |
| 15                                      | Walking in the wind                 | Styles, Bunetta, Scott, Ryan                                                                  | Bunetta, Ryan                       | 3:22                                |
| 16                                      | Wolves                              | Horan, Will Champlin, Andrew Haas, Payne, Ian Franzino                                        | Bunetta, Afterhrs                   | 4:01                                |
| 17                                      | A.M.                                | Tomlinson, Payne, Horan, Styles, Hector, Ryan, Drewett, Bunetta                               | Bunetta, Ryan                       | 3:29                                |